# 岩手県道220号氏子橋夕顔瀬線
岩手県道220号氏子橋夕顔瀬線（いわてけんどう220ごう うじこばしゆうがおせせん）は、岩手県盛岡市を通る一般県道である。

## 概要
盛岡市上堂一丁目から盛岡市夕顔瀬町に至る。
上堂から館坂橋西五差路（岩手県道223号盛岡滝沢線交点）までは片側1車線、館坂から夕顔瀬橋までは片側2車線である（旭橋西十字路までの区間は月 - 土7時から9時までバス優先レーン規制を実施）。
夕顔瀬橋以南は盛岡市管理の市道となるが、盛南大橋開通により車の流れは一変し、最高速度は片側2車線区間が50km/hに引き上げられている（片側1車線区間は40km/hのまま）。このため今後も交通量の大幅な増加が見込まれており、館坂と上堂の間も将来は片側2車線化される予定である（上堂二丁目、いわて銀河鉄道線馬頭踏切口交差点は右折車線新設と一部片側2車線化が完了）。

### 路線データ
- 実延長：2,400.2 m
- 起点：盛岡市上堂一丁目（上堂交差点・国道4号盛岡バイパス交点）
- 終点：盛岡市夕顔瀬町（夕顔瀬橋西交差点・岩手県道1号盛岡横手線交点）

## 歴史
- 1970年（昭和45年）8月1日 - 県道に認定される。

## 地理

### 通過する自治体
- 盛岡市

### 交差する道路
- 国道4号（上堂交差点・盛岡市上堂一丁目）
- 岩手県道223号盛岡滝沢線（館坂交差点・盛岡市前九年一丁目）
- 岩手県道1号盛岡横手線（夕顔瀬橋西交差点・盛岡市夕顔瀬町）